# Grant Goodeve
Grant Goodeve (Middlebury, 6 luglio 1952) è un attore statunitense.
È principalmente noto per il ruolo di David Bradford, primogenito degli otto figli, nel telefilm La famiglia Bradford (1977-1981). Goodeve presta anche la voce all'Ingegnere, una delle nove classi giocabili in Team Fortress 2

## Biografia
Si trasferisce a Los Angeles, in cerca di un ingaggio nel mondo dello spettacolo, nel 1975. Nel 1977 gli viene offerta la parte del primogenito David nella serie televisiva La famiglia Bradford, venendo preferito a Mark Hamill, presente nella puntata pilota.
Al termine della serie, interpreta diversi ruoli da guest star in altre serie statunitensi, come Love Boat, La signora in giallo, Dynasty e Devious Maids - Panni sporchi a Beverly Hills.

## Filmografia parziale
- La famiglia Bradford (Eight Is Enough) – serie TV, 111 episodi (1977-1981)
- La signora in giallo (Murder, She Wrote) – serie TV, episodi 1x05-3x06-4x17 (1984-1988)
- La famiglia Bradford: Festa di compleanno (Eight Is Enough: A Family Reunion), regia di Harry Harris – film TV (1987)

## Doppiatori italiani
Nelle versioni in italiano delle opere in cui ha recitato, Grant Goodeve è stato doppiato da:
- Massimo Rossi ne La famiglia Bradford (st. 1)
- Piero Tiberi ne La famiglia Bradford (st. 2-5)
- Giorgio Favretto in Love Boat
- Giuliano Santi in Capitol
- Angelo Nicotra ne La signora in giallo (ep. 1x05)
- Luca Ward ne La signora in giallo (ep. 4x17)
- Antonio Sanna in Twin Peaks

Da doppiatore, è stato sostituito da:
- Roberto Certomà in F.E.A.R. 2: Project Origin